# Malajzia a 2000. évi nyári olimpiai játékokon
Malajzia az ausztráliai Sydneyben megrendezett 2000. évi nyári olimpiai játékok egyik részt vevő országa volt. Az országot az olimpián 9 sportágban 40 sportoló képviselte, akik érmet nem szereztek.

## Atlétika
Férfi
| Versenyző      | Versenyszám | Előfutam | Előfutam | Előfutam | Negyeddöntő | Negyeddöntő | Negyeddöntő | Elődöntő | Elődöntő | Elődöntő | Döntő   | Döntő    |
| Versenyző      | Versenyszám | Idő      | Hely.    | Össz.    | Idő         | Hely.       | Össz.       | Idő      | Hely.    | Össz.    | Idő     | Helyezés |
| -------------- | ----------- | -------- | -------- | -------- | ----------- | ----------- | ----------- | -------- | -------- | -------- | ------- | -------- |
| Watson Nyambek | 100 m       | 10,61    | 5.       | 62.      | kiesett     | kiesett     | kiesett     | kiesett  | kiesett  | kiesett  | kiesett | kiesett  |

Női
| Versenyző    | Versenyszám     | Eredmény | Helyezés |
| ------------ | --------------- | -------- | -------- |
| Yuan Yu Fang | 20 km gyaloglás | 1:34:19  | 15.      |

## Gyeplabda

### Férfi
| Malajziai férfi gyeplabdacsapat-játékoskeret | Malajziai férfi gyeplabdacsapat-játékoskeret |
| --- | --- |
| - Jamaluddin Roslan - Maninderjit Singh Magmar - Chua Boon Huat - Krishnamurthy Gobinathan - Kuhan Shanmuganathan - Nor Azlan Bakar - Chairil Anwar Abdul Aziz - Mohan Jiwa | - Mohamed Madzli Ikmar - Ibrahim Suhaimi - Nor Saiful Zaini Nasir-ud-Din - Keevan Raj - Mirnawan Nawawi - Calvin Fernandez - Saiful Azli bin Abdul Rahman - Mohamed Nasihin Nubil Ibrahim |

#### Eredmények
Csoportkör
A csoport
| Csapat               | M | Gy | D | V | G+ | G– | Gk | P |
| -------------------- | - | -- | - | - | -- | -- | -- | - |
| Pakisztán (PAK)      | 5 | 2  | 3 | 0 | 15 | 6  | +9 | 9 |
| Hollandia (NED)      | 5 | 2  | 2 | 1 | 11 | 8  | +3 | 8 |
| Németország (GER)    | 5 | 2  | 2 | 1 | 7  | 6  | +1 | 8 |
| Nagy-Britannia (GBR) | 5 | 1  | 2 | 2 | 8  | 16 | –8 | 5 |
| Malajzia (MAS)       | 5 | 0  | 4 | 1 | 5  | 6  | –1 | 4 |
| Kanada (CAN)         | 5 | 0  | 3 | 2 | 7  | 11 | –4 | 3 |

| 2000. szeptember 16. 20:30 | Malajzia (MAS) | 0–1   | Németország (GER) | Játékvezetők: Eduardo Ruiz (ARG), Henrik Ehlers (DEN) |
| 2000. szeptember 16. 20:30 |                | (0–0) | Emmerling 43'     | Játékvezetők: Eduardo Ruiz (ARG), Henrik Ehlers (DEN) |

| 2000. szeptember 18. 10:30 | Hollandia (NED) | 0–0 | Malajzia (MAS) | Játékvezetők: Henrik Ehlers (DEN), John Wright (RSA) |
| 2000. szeptember 18. 10:30 |                 |     |                | Játékvezetők: Henrik Ehlers (DEN), John Wright (RSA) |

| 2000. szeptember 20. 15:30 | Malajzia (MAS)              | 2–2   | Nagy-Britannia (GBR)    | Játékvezetők: Eduardo Ruiz (ARG), Donald Prior (AUS) |
| 2000. szeptember 20. 15:30 | Nor Saiful 59' · Keevan 66' | (0–2) | Parnham 18' · Pearn 27' | Játékvezetők: Eduardo Ruiz (ARG), Donald Prior (AUS) |

| 2000. szeptember 23. 13:30 | Malajzia (MAS)   | 2–2   | Pakisztán (PAK)         | Játékvezetők: Murray Grime (AUS), Ray O′Connor (IRL) |
| 2000. szeptember 23. 13:30 | Suhaimi 21', 63' | (1–1) | Bashir 24' · Abbas 70+' | Játékvezetők: Murray Grime (AUS), Ray O′Connor (IRL) |

| 2000. szeptember 26. 10:30 | Malajzia (MAS) | 1–1   | Kanada (CAN)  | Játékvezetők: Jason McCracken (NZL), Eduardo Ruiz (ARG) |
| 2000. szeptember 26. 10:30 | Anwar 59'      | (0–1) | Milkovich 27' | Játékvezetők: Jason McCracken (NZL), Eduardo Ruiz (ARG) |

A 9–12. helyért
| 2000. szeptember 27. 20:30 | Malajzia (MAS) | 0–1   | Spanyolország (ESP) | State Hockey Centre, Sydney Játékvezetők: Steven Horgan (USA), John Wright (RSA) |
| 2000. szeptember 27. 20:30 |                | (0–0) | Amat 62'            | State Hockey Centre, Sydney Játékvezetők: Steven Horgan (USA), John Wright (RSA) |

A 11. helyért
| 2000. szeptember 30. 11:30 | Malajzia (MAS)                           | 3–2 (h. u.) | Lengyelország (POL)               | State Hockey Centre, Sydney Játékvezetők: Henrik Ehlers (DEN), Murray Grime (AUS) |
| 2000. szeptember 30. 11:30 | Mirnawan 5' · Nor Saiful 48' · Kuhan 73' | (1–1)       | Ł. Wybieralski 17' · Jakubiak 52' | State Hockey Centre, Sydney Játékvezetők: Henrik Ehlers (DEN), Murray Grime (AUS) |

| Csapat         | Helyezés |
| -------------- | -------- |
| Malajzia (MAS) | 11.      |

## Műugrás
Férfi
| Versenyző             | Versenyszám        | Selejtező | Selejtező | Elődöntő | Elődöntő | Döntő   | Döntő    |
| Versenyző             | Versenyszám        | Pont      | Helyezés  | Pont     | Helyezés | Pont    | Helyezés |
| --------------------- | ------------------ | --------- | --------- | -------- | -------- | ------- | -------- |
| Yeoh Ken Nee          | Egyéni műugrás     | 364,38    | 22.       | kiesett  | kiesett  | kiesett | kiesett  |
| Yeoh Ken Nee          | Egyéni toronyugrás | 361,86    | 24.       | kiesett  | kiesett  | kiesett | kiesett  |
| Mohamed Azreen Bahari | Egyéni toronyugrás | 342,24    | 25.       | kiesett  | kiesett  | kiesett | kiesett  |

Női
| Versenyző     | Versenyszám        | Selejtező | Selejtező | Elődöntő | Elődöntő | Döntő   | Döntő    |
| Versenyző     | Versenyszám        | Pont      | Helyezés  | Pont     | Helyezés | Pont    | Helyezés |
| ------------- | ------------------ | --------- | --------- | -------- | -------- | ------- | -------- |
| Leong Mun Yee | Egyéni műugrás     | 186,51    | 39.       | kiesett  | kiesett  | kiesett | kiesett  |
| Leong Mun Yee | Egyéni toronyugrás | 227,28    | 34.       | kiesett  | kiesett  | kiesett | kiesett  |

## Sportlövészet
Női
| Versenyző      | Versenyszám   | Selejtező | Selejtező | Döntő   | Döntő    |
| Versenyző      | Versenyszám   | Pont      | Helyezés  | Pont    | Helyezés |
| -------------- | ------------- | --------- | --------- | ------- | -------- |
| Irina Maharani | Légpisztoly   | 373       | 32.*      | kiesett | kiesett  |
| Irina Maharani | Sportpisztoly | 564       | 36.       | kiesett | kiesett  |

* - egy másik versenyzővel azonos eredményt ért el

## Taekwondo
Női
| Versenyző    | Versenyszám | Selejtező                  | Negyeddöntő       | Elődöntő          | Vigaszág negyeddöntő | Vigaszág elődöntő | Bronz- mérkőzés   | Döntő             | Helyezés |
| Versenyző    | Versenyszám | Ellenfél Eredmény          | Ellenfél Eredmény | Ellenfél Eredmény | Ellenfél Eredmény    | Ellenfél Eredmény | Ellenfél Eredmény | Ellenfél Eredmény | Helyezés |
| ------------ | ----------- | -------------------------- | ----------------- | ----------------- | -------------------- | ----------------- | ----------------- | ----------------- | -------- |
| Lee Wan Yuen | Nehézsúly   | Myriam Baverel (FRA) · 4-8 | kiesett           | kiesett           |                      |                   |                   |                   | 10.      |

## Tollaslabda
| Versenyző                   | Versenyszám | Selejtező         | 32-es főtábla                                            | Nyolcaddöntő                                                                    | Negyeddöntő                                               | Elődöntő                                                       | Döntő                                                                   | Helyezés |
| Versenyző                   | Versenyszám | Ellenfél Eredmény | Ellenfél Eredmény                                        | Ellenfél Eredmény                                                               | Ellenfél Eredmény                                         | Ellenfél Eredmény                                              | Ellenfél Eredmény                                                       | Helyezés |
| --------------------------- | ----------- | ----------------- | -------------------------------------------------------- | ------------------------------------------------------------------------------- | --------------------------------------------------------- | -------------------------------------------------------------- | ----------------------------------------------------------------------- | -------- |
| Wong Choong Hann            | Férfi egyes | erőnyerő          | Jyri Aalto (FIN) · 15–5, 15–12                           | Kenneth Jonassen (DEN) · 15–6, 15–7                                             | Xia Xuanze (CHN) · 15–17, 11–15                           | kiesett                                                        | kiesett                                                                 | 5.       |
| Ong Ewe Hock                | Férfi egyes | erőnyerő          | Peter Knowles (GBR) · 15–3, 12–15, 15–5                  | Taufik Hidayat (INA) · 9–15, 15–13, 3–15                                        | kiesett                                                   | kiesett                                                        | kiesett                                                                 | 9.       |
| Choong Tan Fook Lee Wan Wah | Férfi páros |                   | erőnyerő                                                 | Thaiföld (THA) · Pramote Teerawiwatana · Tesana Panvisavas · 11–15, 17–15, 15–9 | Indonézia (INA) · Flandy Limpele · Hian Eng · 15–10, 15–9 | Dél-Korea (KOR) · I Dongszu · Ju Jongszong · 12–15, 15–7, 4–15 | Bronzmérkőzés · Dél-Korea (KOR) · Ha Thekvon · Kim Dongmun · 2–15, 8–15 | 4.       |
| Cheah Soon Kit Yap Kim Hock | Férfi páros |                   | Kína (CHN) · Chen Qiqiu · Yu Jinhao · 4–15, 17–16, 15–10 | Dél-Korea (KOR) · Ha Thekvon · Kim Dongmun · 5–15, 3–15                         | kiesett                                                   | kiesett                                                        | kiesett                                                                 | 9.       |

## Torna
Női
| Versenyző | Versenyszám      | Selejtező | Selejtező | Döntő    | Döntő    |
| Versenyző | Versenyszám      | Pontszám  | Helyezés  | Pontszám | Helyezés |
| --------- | ---------------- | --------- | --------- | -------- | -------- |
| Yen Au Li | Felemás korlát   | 6,525     | 83.       | kiesett  | kiesett  |
| Yen Au Li | Egyéni összetett | 6,525     | 96.       | kiesett  | kiesett  |

## Úszás
Férfi
| Versenyző                                 | Versenyszám            | Előfutam | Előfutam | Előfutam | Elődöntő | Elődöntő | Elődöntő | Döntő   | Döntő    |
| Versenyző                                 | Versenyszám            | Idő      | Hely.    | Össz.    | Idő      | Hely.    | Össz.    | Idő     | Helyezés |
| ----------------------------------------- | ---------------------- | -------- | -------- | -------- | -------- | -------- | -------- | ------- | -------- |
| Allen Ong                                 | 100 m gyors            | 51,93    | 2.       | 40.*     | kiesett  | kiesett  | kiesett  | kiesett | kiesett  |
| Allen Ong                                 | 200 m gyors            | 1:54,53  | 2.       | 37.      | kiesett  | kiesett  | kiesett  | kiesett | kiesett  |
| Dieung Mannang                            | 400 m gyors            | 4:03,77  | 8.       | 43.      |          |          |          | kiesett | kiesett  |
| Dieung Mannang                            | 1500 m gyors           | 16:02,11 | 3.       | 36.      |          |          |          | kiesett | kiesett  |
| Alex Lim                                  | 100 m hát              | 56,81    | 4.       | 28.      | kiesett  | kiesett  | kiesett  | kiesett | kiesett  |
| Alex Lim                                  | 200 m hát              | 2:08,23  | 8.       | 42.      | kiesett  | kiesett  | kiesett  | kiesett | kiesett  |
| Elvin Chia                                | 100 m mell             | 1:02,81  | 2.       | 19.      | kiesett  | kiesett  | kiesett  | kiesett | kiesett  |
| Elvin Chia                                | 200 m mell             | 2:26,84  | 8.       | 44.      | kiesett  | kiesett  | kiesett  | kiesett | kiesett  |
| Anthony Ang                               | 100 m pillangó         | 55,26    | 1.       | 36.      | kiesett  | kiesett  | kiesett  | kiesett | kiesett  |
| Anthony Ang                               | 200 m pillangó         | 2:00,12  | 1.       | 22.      | kiesett  | kiesett  | kiesett  | kiesett | kiesett  |
| Wan Azlan Abdullah                        | 400 m vegyes           | 4:36,90  | 7.       | 41.      |          |          |          | kiesett | kiesett  |
| Anthony Ang Elvin Chia Alex Lim Allen Ong | 4 × 100 m vegyes váltó | 3:48,32  | 8.       | 22.      |          |          |          | kiesett | kiesett  |

Női
| Versenyző    | Versenyszám  | Előfutam | Előfutam | Előfutam | Elődöntő | Elődöntő | Elődöntő | Döntő   | Döntő    |
| Versenyző    | Versenyszám  | Idő      | Hely.    | Össz.    | Idő      | Hely.    | Össz.    | Idő     | Helyezés |
| ------------ | ------------ | -------- | -------- | -------- | -------- | -------- | -------- | ------- | -------- |
| Marilyn Chua | 50 m gyors   | 27,66    | 3.       | 52.      | kiesett  | kiesett  | kiesett  | kiesett | kiesett  |
| Siow Yi Ting | 100 m mell   | 1:13,92  | 2.       | 32.      | kiesett  | kiesett  | kiesett  | kiesett | kiesett  |
| Siow Yi Ting | 200 m mell   | 2:34,52  | 3.       | 27.      | kiesett  | kiesett  | kiesett  | kiesett | kiesett  |
| Sia Wai Yen  | 200 m vegyes | 2:23,31  | 7.       | 31.      | kiesett  | kiesett  | kiesett  | kiesett | kiesett  |
| Sia Wai Yen  | 400 m vegyes | 4:59,18  | 8.       | 25.      |          |          |          | kiesett | kiesett  |

* - egy másik versenyzővel azonos eredményt ért el

## Vitorlázás
Nyílt
| Versenyző | Versenyszám | Futam | Futam | Futam | Futam | Futam | Futam | Futam | Futam | Futam | Futam | Futam | Pontszám | Helyezés |
| Versenyző | Versenyszám | 1     | 2     | 3     | 4     | 5     | 6     | 7     | 8     | 9     | 10    | 11    | Pontszám | Helyezés |
| --------- | ----------- | ----- | ----- | ----- | ----- | ----- | ----- | ----- | ----- | ----- | ----- | ----- | -------- | -------- |
| Kevin Lim | Laser       | (30)  | (31)  | 14    | 14    | 16    | 16    | 13    | 29    | 18    | 23    | 2     | 145,0    | 22.      |